# Arcén

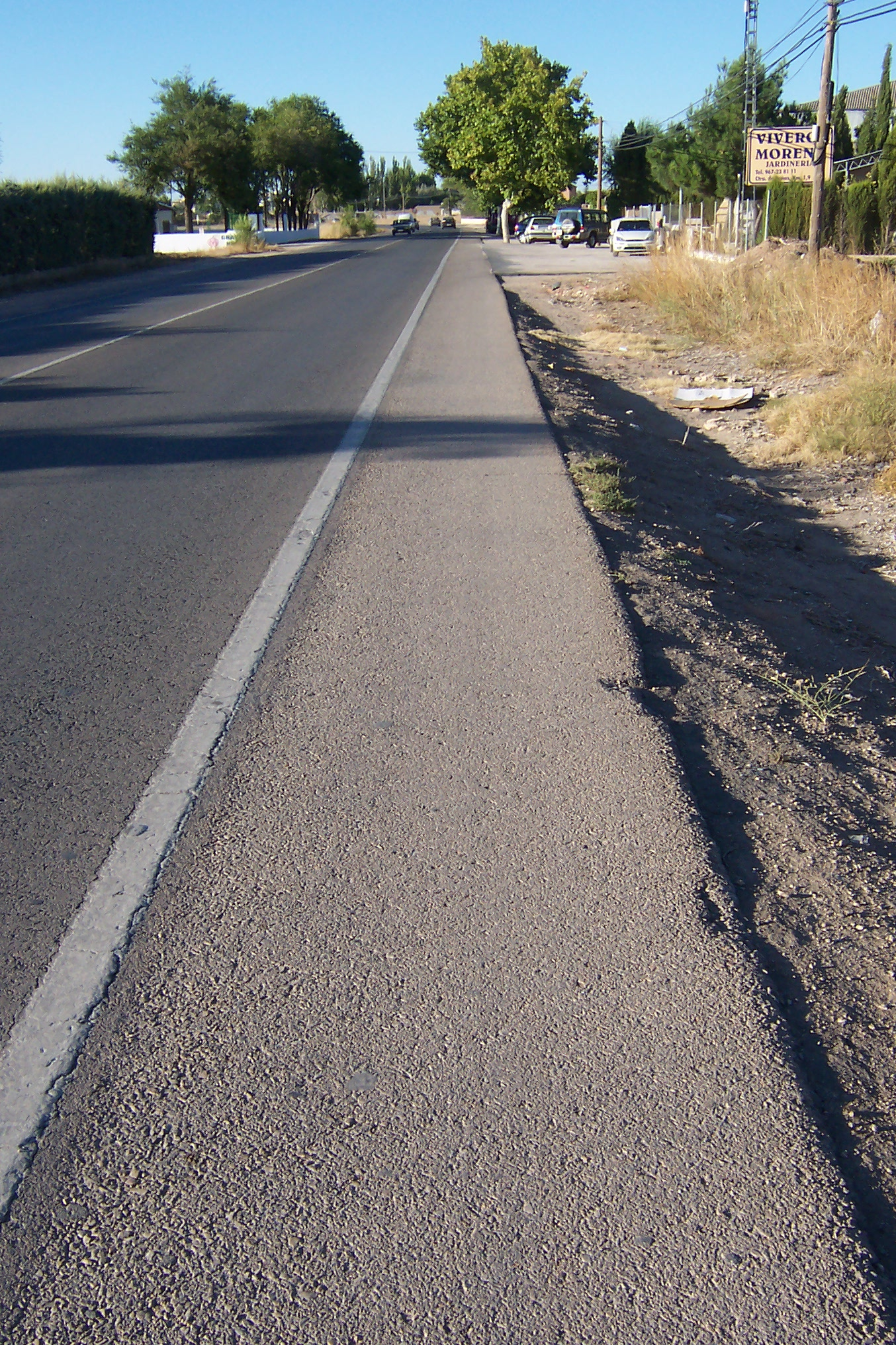
Arcén de una carretera.

El arcén, banquina o berma (también conocida como hombros, hombrillo, o camellón, entre otros nombres) es una franja longitudinal contigua a la calzada destinada para el tránsito del peatón o semovientes. Esta estructura puede estar pavimentada y forma parte de la estructura de la vía. El conjunto de la calzada y los arcenes forman una plataforma. La berma no puede ser transitada, aunque en circunstancias excepcionales puede servir como estacionamiento del automóvil y tránsito de vehículos de emergencia.

## Características por país

### Costa Rica
En Costa Rica se conoce como espaldón.

### Colombia

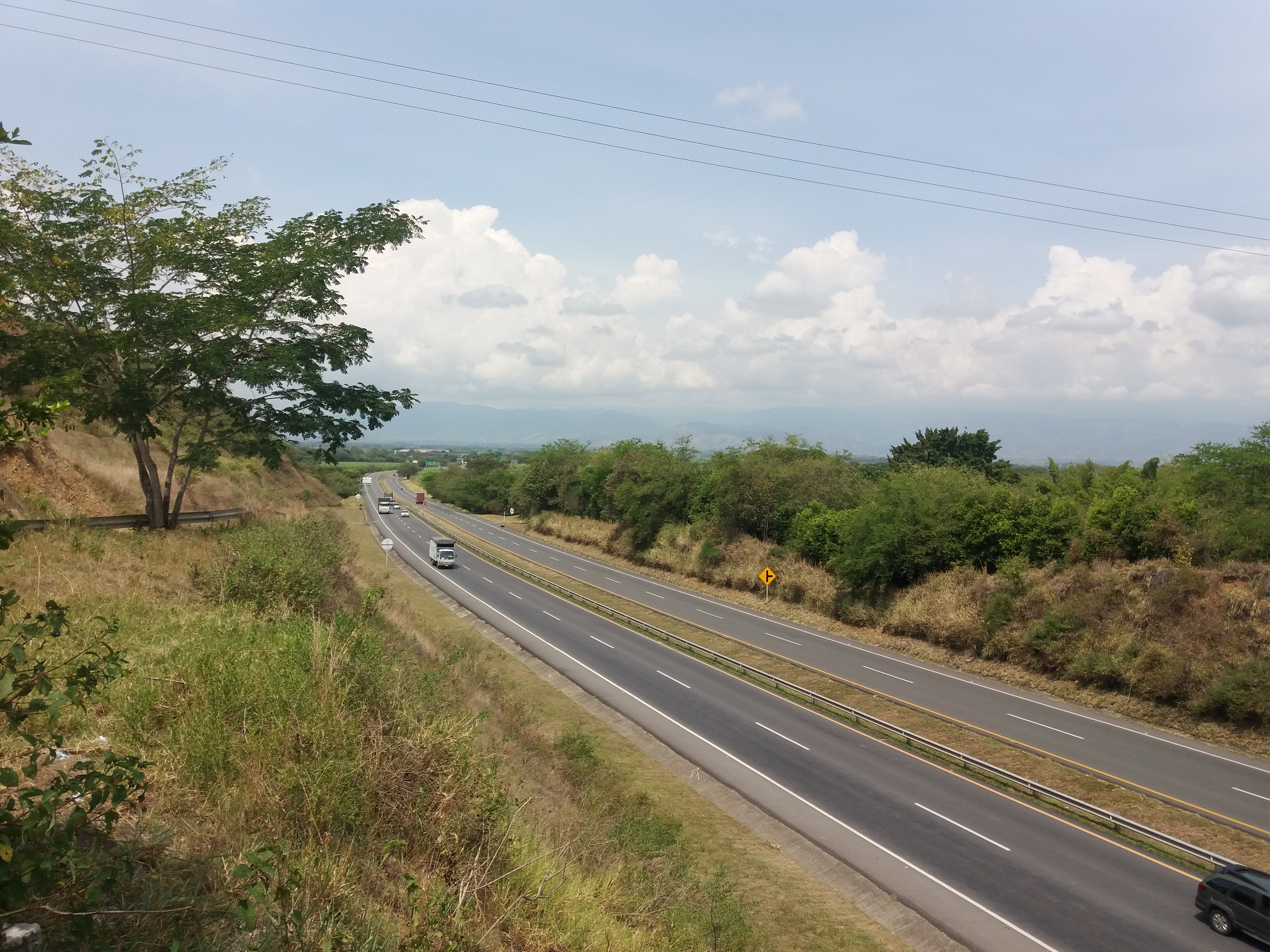
Ruta 25 en Colombia, Tuluá-Andalucía. Se observa la línea que demarca la berma en color blanco

La berma derecha es delimitada por una línea blanca continua, y la berma izquierda (cuando existe doble calzada) es delimitada por una línea amarilla continua. En muchas vías, las líneas son complementadas por un retrorreflector colocado cada cierta distancia para proveer retroalimentación visual y táctil a los conductores que las crucen. En Colombia, la berma está destinada para el tránsito de peatones y semovientes. 

### México
En México se conoce como acotamiento.

### Argentina y Uruguay
En Argentina y Uruguay se denomina banquina.

### Venezuela
En Venezuela se conoce como hombrillo.

### España
En España tan sólo recibe el nombre de arcén. Al menos en ese país, la berma es la franja de terreno sin pavimentar junto a los exteriores de los arcenes. Suele presentar una ligera pendiente debido principalmente a encontrarse entre la plataforma y las cunetas aparte que tal porcentaje de pendiente suele venir calculado de proyecto. Según indican las normativas según las que se rige la Dirección General de Carreteras del Ministerio de Fomento, es en ellas donde se ha de colocar la señalización vertical y el Sistema de Contención de Vehículos. . (En la referencia además se puede comprobar que se dan medidas para el arcén y medidas para la berma por separado). En cuanto a los otros términos, banquina, hombros, hombrillos o acotamiento, son muy raros de oírse en España y no se utilizan de manera oficial, al menos en ese "campo" de construcción y conservación de carreteras en el país en cuestión. Algunas carreteras españolas, pueden no tener arcén, pero la berma, la presentan todas.
En España la raya que lo separa de la calzada suele ser continua y de color blanco y sólo pueden transitar por él los peatones y los ciclomotores. Excepcionalmente podrán circular por él a velocidad anormalmente reducida, en caso de emergencia, los vehículos motorizados de hasta 3500 kilogramos de masa máxima autorizada.
En algunas autovías y autopistas la línea blanca es "semidiscontinua"; esto es una indicación a los usuarios para advertirles de que el arcén exterior es el transitable en caso de avería. Se la denomina "semidiscontinua", pues los trazos son más largos que los de la divisoria de carriles, ya que superan los veinte metros, y sobre todo es porque en el caso especialmente de las autovías, ese arcén puede ser transitable por ciclos y , pero que en cualquier caso, es el único de los dos arcenes que es hábil en caso de avería o parada de emergencia.
En contraste, la continua del arcén interno o de mediana, en este caso, indica infranqueable en todos los sentidos. Para añadir "más énfasis" a la indicación, el arcén exterior suele medir entre 2 y 2,5 metros de ancho, llegando en algunos casos a 3 metros, o incluso a una equivalencia con los carriles (en los menos) donde, sobre todo en las autovías, es necesario que la parada se haga se haga lo más cerca posible del contorno de la plataforma, a fin de no invadir el arcén por completo. Sin embargo el arcén interior suele andar en torno a 1 metro de ancho, lo que añadido a que los trazos blancos de más o menos 20 cm de ancho contrastan con el fondo del firme y generan la ilusión (probada) de que en este último arcén no se va a caber.
En la construcción de las autovías de primera generación, frecuentemente la plataforma de la carretera original, llegaba a medir hasta doce metros de ancho, lo que producía un sobrante bajo la plataforma de la autovía en la mediana, de en torno a un metro. En estos casos los sobrantes, fueron eliminados al completar las medianas en la mayor parte de los kilómetros de autovía, un ejemplo en el que no fue así, sería el tramo Talavera-Navalmoral de la Autovía de Extremadura, donde este saliente del arcén de la N-V, fue aprovechado inteligentemente para la recibir en él las patas de los quitamiedos, allá donde estos eran necesarios
Además, desde principios del siglo XXI, cada vez será más habitual en muchas carreteras, que a la línea de arcén se añada un relieve, hecho generalmente mediante la instalación de "tacos" a lo ancho de la línea y pintados de igual manera al pintar la misma, que provoca que al ser cruzada a gran velocidad se oiga un ruido que sirve de aviso ante un posible despiste del conductor. En las autopistas estadounidenses, en especial en las denominadas freeways (autopistas libres), en el arcén hay una superficie rugosa, situada al lado de la línea blanca que la demarca, que causa un ruido y vibración muy alto cuando un vehículo pasa por encima. Esto es con la intención de alertar o despertar al conductor en caso de que se haya distraído o dormido.